# Монсивайс, Карлос
Ка́рлос Монсива́йс Асе́вес (Монсиваис, исп. Carlos Monsiváis Aceves; 4 мая 1938, Мехико — 19 июня 2010, Мехико) — мексиканский писатель-эссеист, философ
, культуролог, сценарист, литературный критик, кинокритик и художественный критик, составитель литературных антологий, один из виднейших латиноамериканских интеллектуалов своей эпохи. Был убеждённым противником долго правившей Институционно-революционной партии, склонялся к левым взглядам и распространял свои мнения в прессе, по радио и телевидению. 

## Биография и творчество
Потомок эмигрантов из Франции. Окончил Национальный автономный университет Мексики, изучал экономику, философию и литературу. Будучи студентом, участвовал в протестах, которые восстановили мексиканскую демократию;  заметный след в его жизни оставила резня в Тлателолько 1968 года. В 1960-е годы был сотрудником «Центра мексиканских писателей» (Centro Mexicano de Escritores).
Публиковался в крупнейших периодических изданиях Мексики. Главный редактор приложения «Культура» журнала Siempre! (1972—1987). Считается одним из ведущих обозревателей Золотого века мексиканского кино. Его работы, некоторые из которых написаны с ироническим подтекстом, демонстрируют глубокое понимание развития мексиканской популярной культуры.
Автор многочисленных статей о политической жизни, коренных народах, литературе, кино, изобразительном искусстве, культуре Мексики, книги о землетрясении в Мехико «Истории, которые заставляют трепетать: 19 сентября 1985 года», монографий о Хорхе Куэста, Марии Искьердо (1986), Сальвадоре Ново и Октавио Пасе (обе — 2000), Амадо Нерво (2002), Фриде Кало (2007). Большую часть произведений, которые определили его карьеру, написал в 1980-е годы.
Монсивайс стал одним из первых защитников Сапатистской армии национального освобождения, ещё в 1994 году поддержав восстание сапатистов в Чьяпасе, а затем вместе с португальским писателем Жозе Сарамаго посетил лагеря САНО. В 1975 году он сотрудничал с писательницей Нэнси Карденас над «Манифестом в защиту гомосексуалов в Мексике»

## Признание
Лауреат многочисленных национальных и международных премий, среди которых — Премия Хуана Рульфо (2006). Почётный доктор ряда университетов Мексики и других стран Латинской Америки.